# Montezuma (Colorado)
Pour les articles homonymes, voir Montezuma.
Montezuma est une ville américaine située dans le comté de Summit dans le Colorado.

## Démographie
Selon le recensement de 2010, Montezuma compte 65 habitants. La municipalité s'étend sur 0,08 milles carrés (0,21 km2).
| 1900 | 1910 | 1920 | 1930 | 1940 | 1950 |
| ---- | ---- | ---- | ---- | ---- | ---- |
| 40   | 134  | 69   | 38   | 59   | 48   |

| 1960 | 1990 | 2000 | 2010 | - | - |
| ---- | ---- | ---- | ---- | - | - |
| 17   | 60   | 42   | 65   | - | - |